# Elaphoglossum piloselloides
Elaphoglossum piloselloides är en träjonväxtart som först beskrevs av Karel Presl, och fick sitt nu gällande namn av Thomas Moore. Elaphoglossum piloselloides ingår i släktet Elaphoglossum och familjen Dryopteridaceae. Inga underarter finns listade.